# Sandra Corveloni
Sandra Corveloni sinh năm 1965 tại thành phố São Paulo, là một nữ diễn viên kịch và điện ảnh người Brasil.
Sinh và lớn lên tại São Paulo, Corveloni học và tốt nghiệp môn nghệ thuật diễn xuất ở trường Pontifícia Universidade Católica de São Paulo (PUC-SP), một trong các trường đại học tư lớn nhất và có uy tín nhất ở Brasil.
Năm 2008, chị đoạt giải cho nữ diễn viên xuất sắc nhất (Liên hoan phim Cannes) tại Liên hoan phim Cannes 2008 cho vai diễn trong phim Linha de Passe. Đây là vai diễn đầu tiên của chị trong một phim dài. 
Do bị sẩy thai, chị đã không thể tới dự buổi lễ trao giải ở Liên hoan phim Cannes 2008.

## Danh mục phim (không đầy đủ)
Tên đạo diễn trong ngoặc đơn.
- 1994 - Amor! (phim ngắn) (José Roberto Torero)
- 1996 - Flores Ímpares (phim ngắn) (Sung Sfai)
- 2008 - Linha de Passe (Walter Salles & Daniela Thomas)